# Chartreuse de Bonpas
La chartreuse de Bonpas est un monument historique classé datant du XIIe siècle, située dans la commune de Caumont-sur-Durance en Vaucluse, au bord de la Durance.

## Localisation
La chartreuse de Bonpas est située dans la commune de Caumont-sur-Durance en Vaucluse, en limite du territoire d'Avignon, entre la voie TGV, la sortie Avignon-sud de l'autoroute A7, la route nationale 7 et la route départementale D900 qui la sépare des bords de la Durance.
C'est de la route départementale D900 que l'on accède à la propriété.

## Toponymie
Ce quartier de Caumont-sur-Durance est un passage pour traverser la Durance de longue date. Jusqu'au Moyen Âge, la traversée étant très difficile, le lieu prit le nom de « malus passus » (mauvais pas). Avec la présence de la chartreuse, les moines ont fait le nécessaire, pour des raisons économiques et pratiques quotidiennes, pour améliorer la traversée de la Durance à cet endroit, qui prit rapidement le nom de « bonus passus » (bon pas).

## Histoire

### Antiquité et haut Moyen Âge
Les premières mentions du site sont romaines et parlent d'un oppidum.
Vers l'an 800 sont construits sur le site une chapelle et un hôpital.

### Moyen Âge

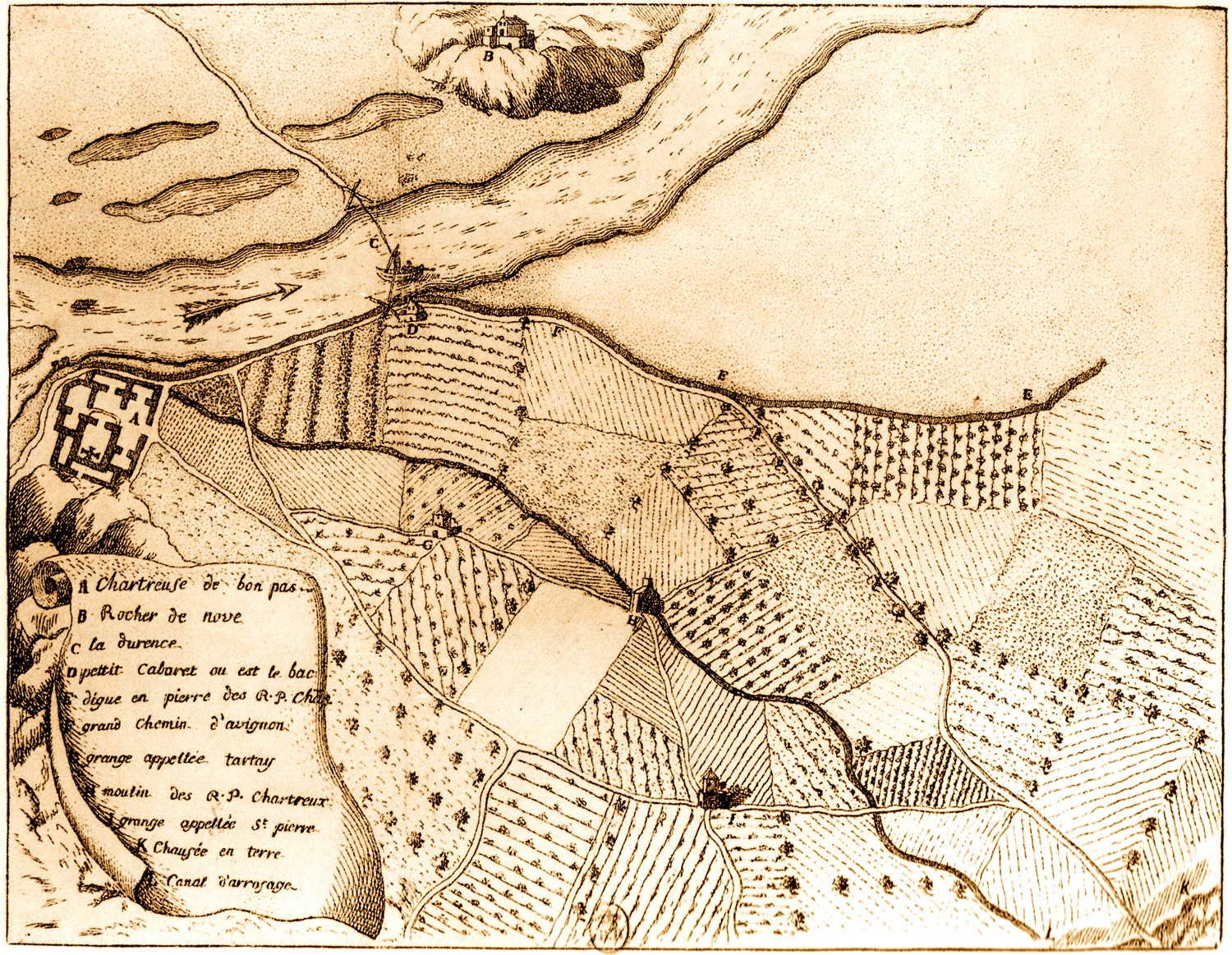
Le bac sur la Durance entre Noves et la Chartreuse

En 731, les Sarrasins se sont emparés du comtat Venaissin et d'Avignon après un combat à Maupas où de nombreux combattants avignonnais sont tués. La ville d'Avignon et le Comtat sont repris en 737, par Charles Martel et son frère Childebrand. La chapelle Notre-Dame de Bonpas (monument historique) a été construite au-dessus de leurs tombes comme l'a confirmé la découverte de trois tombes creusées dans le roc sous la crypte de la chapelle et d'un ossuaire à l'arrière de la crypte. Dom Polycarpe de la Rivière cite deux documents qu'il aurait copié dans les Archives du Grand prieuré de Saint-Gilles : un diplôme de Charles Martel datant de 739 fondant la chapelle Sainte-Marie de Maupas, un second document datant de 805 mentionnant l’église Sainte-Marie de Maupas de Charlemagne. La construction de la chapelle est peut-être due à Charles Martel pour remercier les nobles Avignonnais de leur bravoure face aux Sarrasins.

#### Franchissement de la Durance
L'endroit est stratégique, un rocher s'élevant en rive droite de la Durance protège un passage facilement franchissable et commande une route allant de Bonpas à Ernaginum, sur la rive gauche du Rhône. Les textes du XIIe siècle mentionnent ce passage appelé Maupas. Les archives de la chartreuse de Bonpas indiquent qu'en 1166 des maîtres pontifes et hospitaliers prévoient la construction d'un pont, mais il n'existe qu'un bac. L'église d'Avignon avait vendu à cette date aux hospitaliers et aux maîtres de la fabrique du pont la moitié du péage qu'elle y levait, mais en conservant le dominium sur le lieu et le droit d'y élever des constructions. L'église d'Avignon fait confirmer ses droits par une bulle impériale. C'est vers 1200 que le nom du lieu  change de Malus Passus (Maupas) en Bonus Passus (Bonpas). Le XIIe siècle voit l'apparition des fortifications.
En 1189, le pape Clément III adresse une bulle à Raymond, prieur de Bonpas, et aux religieux les louant pour la construction du pont, confirmant et ratifiant tous les biens et privilèges du prieuré, et leur permettant de recevoir des legs pieux. Une nouvelle bulle du pape Célestin III, en 1197, confirme la précédente pour la construction d'un pont. Ces deux bulles semblent montrer que le pont n'est pas construit à ces dates. Ce pont devait être un pont de bateaux comme le montre un document de 1241, dans les religieux se plaignent que Nicolas, bailli de Noves, a enlevé tous les bateaux avec tous les cordages et agrès.
Ce passage attire des convoitises. Raymond VII de Toulouse, comte de Toulouse et marquis de Provence, s'en empare en 1241 et fortifie le lieu, pour empêcher le comte de Provence de franchir la Durance et de pénétrer sur ses terres.
À la suite de cette usurpation, les religieux doivent quitter le lieu et établir un bac, peut-être à traille, vers Noves. Permettant de traverser la Durance et appartenant au prieuré, il fournit d'importants revenus. Les évêques d'Avignon contestent aux religieux le droit d'avoir une barque et réclament le droit d'en avoir une.
En 1267, le prieur de l'ordre des hospitaliers de Bonpas (chanoines de Saint-Augustin) prend le titre de la Maison du pont de Bonpas. Le terme d'hospitalier provient du fait qu'ils devaient un hôpital ou une hâtellerie pour accueillir des pèlerins.
En août 1267, l'évêque d'Avignon Bertrand II transige avec le prieur du prieuré de Bonpas sur les droits du port de Rognonac et reconnait aux religieux de Bonpas le droit immémorial d'avoir une barque sur la Durance et l'emplacement d'un port dans un lieu convenable et le libre accès des routes qui y mènent,.
En 1270, Alphonse de Poitiers, accorde aux frères hospitaliers du pont de Bonpas confirmation de tous les droits, juridictions, fiefs et banalités qu'ils ont dans le Comtat Venaissin et son comte de Toulouse. L'acte est intitulé Privilegiam hospitaleriis Boni Passus.
Aucun document ne permet d'affirmer qu'un pont ait existé avant celui construit entre 1807-1812, malgré le titre de Maison du pont de Bonpas. Cependant L. Pelloux écrit qu'un pont a été construit en dix ans après 1189, mais qu'il a été emporté par une crue vers 1272 et qu'on voyait les débris de quelques piles en 1618. Ce pont devait comporter douze ou treize arches et mesurait 224 mètres de long.

#### Hospitaliers de l'ordre de Saint-Jean de Jérusalem
Le 8 des calendes de juillet 1277, le prieur Raymond Alfanti et les religieux élisent frère Pierre de Regerio pour demander au pape Jean XXI la translation de leur ordre aux Templiers après avoir reçu l'accord de Giraud, évêque de Cavaillon. Ce choix est peut-être dû aux vexations des hommes du comte de Toulouse et des habitants de Noves. L'évêque de Cavaillon change d'avis. Le 9 des calendes d'août 1278, Raymond Alfanti informe Giraud, évêque de Cavaillon et son chapitre, que le pape Nicolas III accepte d'aliéner la Maison de Bonpas avec tous ses droits et dépendances à Guillaume de Villaret, prieur et grand-maître des Hospitaliers de l'ordre de Saint-Jean de Jérusalem,. Malgré les contestations de l'évêque de Cavaillon et de son chapitre, la Maison de Bonpas reste aux hospitaliers de Saint-Jean.

#### Chartreuse
En 1318, Jean XXII, pape installé à Avignon, prend le monastère et le cède aux chartreux. Le pape Jean XXII donne Bonpas aux chartreux par la bulle du 1er décembre 1320. La chartreuse est organisée le 21 avril 1321. Ces bâtiments n'étant pas appropriés pour la vie des chartreux, ceux-ci cherchent un nouvel emplacement.
Le niveau du sol pour la construction de la chartreuse a été réhaussé. La construction de la chartreuse a été financée par Jean XXII, entre 1331 et 1333. A partir de 1368, les travaux ont été continués par le cardinal Simon Langham, avec la chapelle et tous les bâtiments qui s'y rattachent au levant. La chartreuse ne comprend que six cellules donnant sur le grand cloître. Le nombre de cellules est réduit à quatre, en 1675, lors de leur reconstruction. Simon Langham est inhumé dans l'église; trois après sa mort son corps est transporté dans la cathédrale de Canterbury,.
Le cardinal Philippe de Cabassolle, décédé en 1372, y est inhumé.
Le cardinal Martin de Salva et son neveu Michel de Salva ont financé la chapelle Saint-Laurent où ils ont été inhumé, le premier en 1403, et le second en 1406. En 1346 grâce à la donation de Maître Hugues de Harlam, la chapelle Saint Hugues  est construite du côté opposé à la chapelle Saint-Laurent,
Au XVe siècle, Hugues de Saint-Martial est prieur commendataire.
La chartreuse n'a pas subi de dégradations de la part des protestants pendant les guerres de religion.
Alphonse-Louis du Plessis de Richelieu, frère du cardinal de Richelieu est prieur de la chartreuse de Bonpas en 1621, avant d'être nommé archevêque d'Aix-en-Provence, le 6 décembre 1625, puis archevêque de Lyon en 1628, et cardinal en 1629.
De nouveaux bâtiments, le chapitre, deux petits cloîtres et sept cellules sont construits grâce à la donation de François Seytres, seigneur de Vaucluse, et sa femme, Éléonore de Sade, dame de Goult et de Beauchamp, en 1631.

Les différentes tenues des chartreux
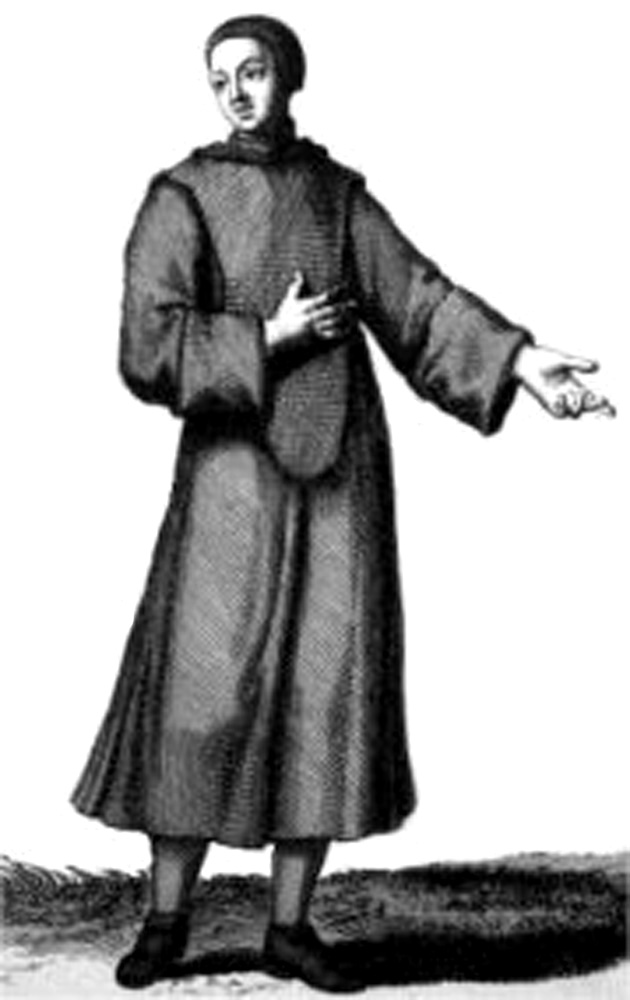
Frère donat
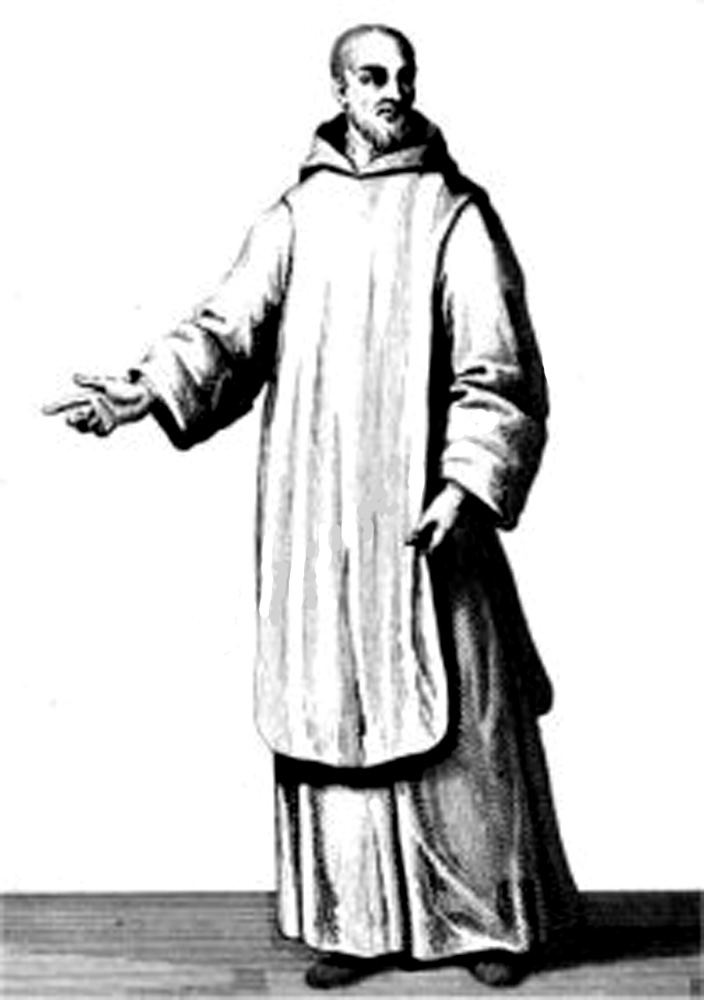
Frère convers
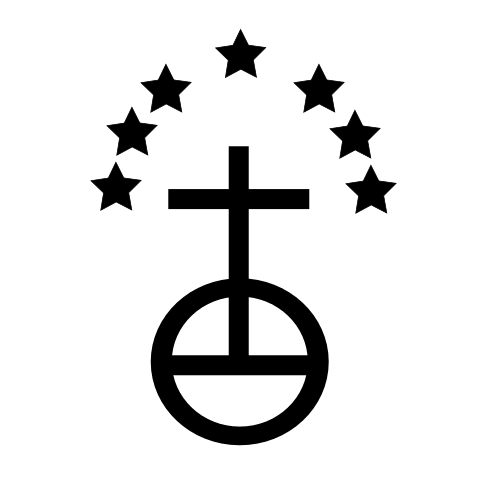
Symbole des chartreux
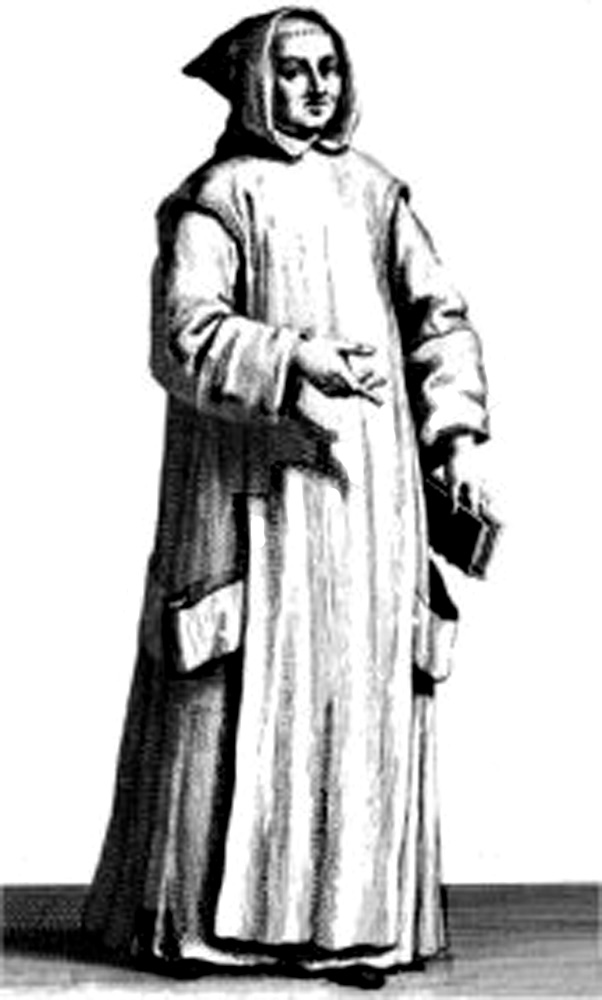
Tenue ordinaire
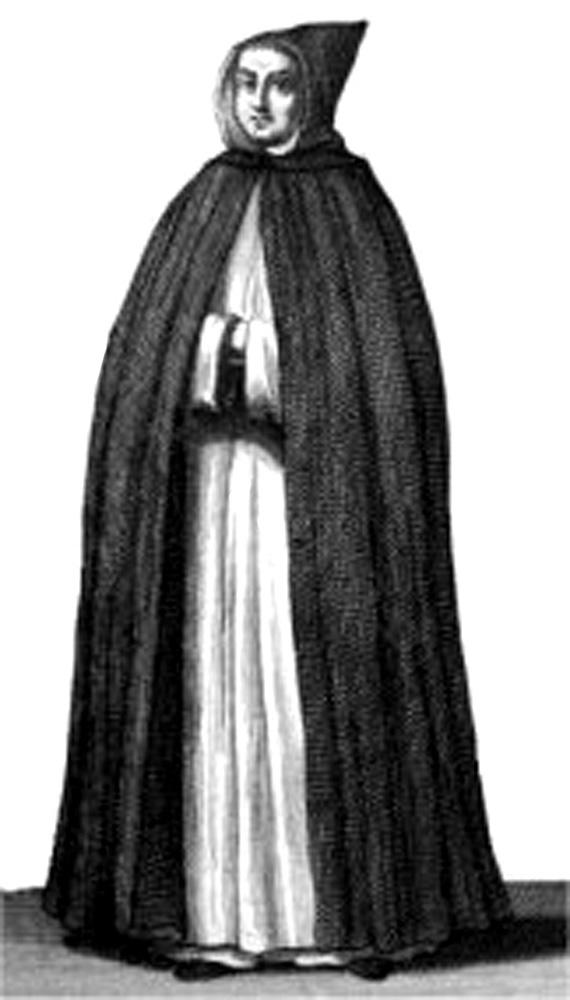
Tenue de ville

### Période moderne
Les chartreux expulsés quittent la chartreuse le 8 septembre 1792. La chartreuse compte alors 16 pères et 8 frères convers. Le prieur, dom Massilian émigre en Italie. Quatre pères et quatre frères prêtent serment civique de liberté-égalité à Avignon en septembre 1792 et bénéficient du statut de pensionnaires de l'État. un religieux prête serment en juillet devant la municipalité de Caumont. Le 6 mars 1793, le district d'Avignon s'inquiète de la conservation des archives des établissements religieux supprimés. Il nomme Joseph-Hippolyte Milon, prêtre du diocèse de Senez, comme archiviste-bibliothécaire, et Jean-Étienne Néry (1750-1837), ancien religieux de Bonpas, comme adjoint. Mais Milon quitte Avignon pour Nice pour ne plus revenir, laissant Néry seul pour recueillir les archives des établissements religieux. La chartreuse et ses biens sont vendus comme bien national.

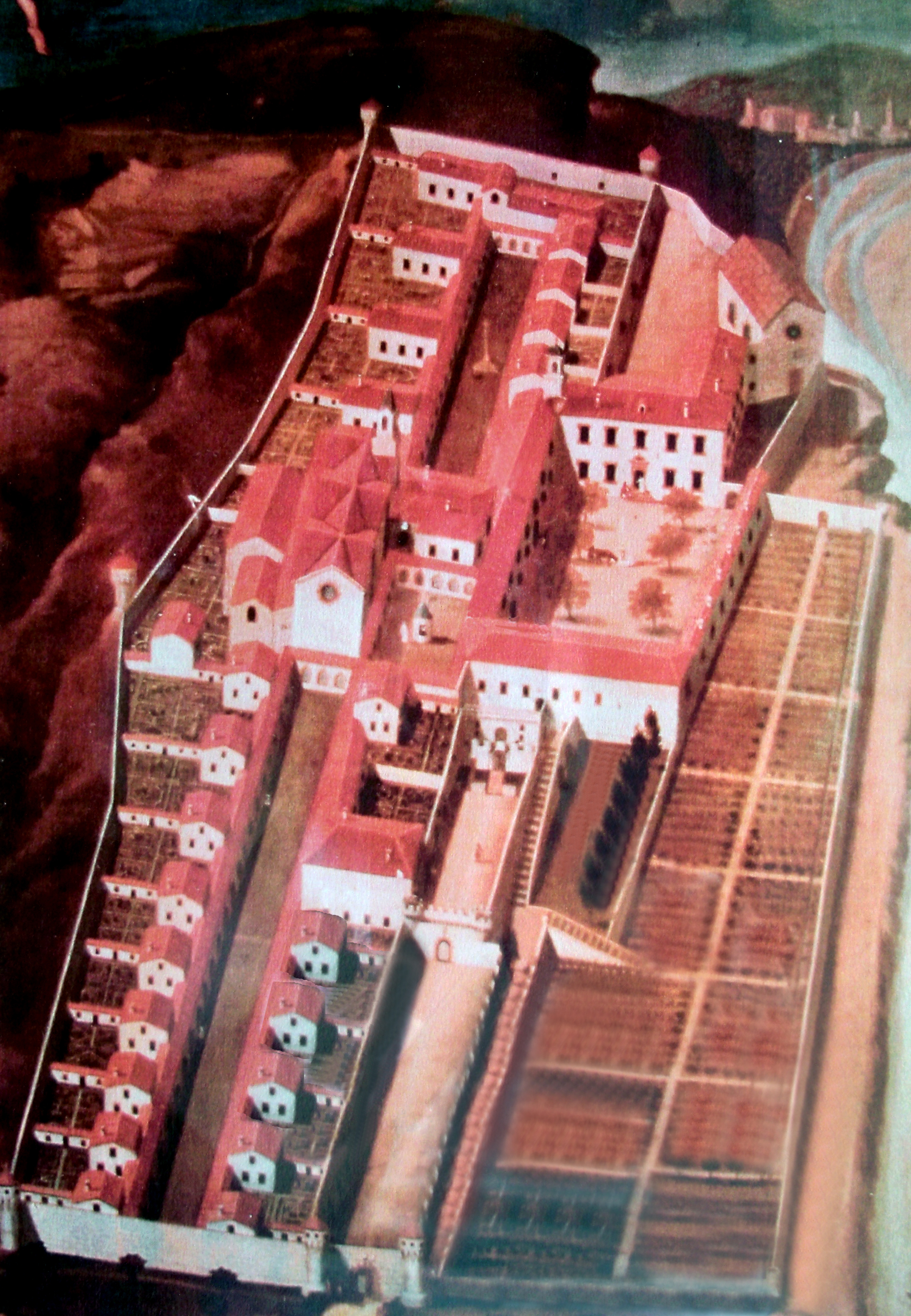
"Carte" (tableau) de la chartreuse au XVIIIe siècle

Le 18 décembre 1805, le poète et auteur dramatique français Adolphe Dumas nait à la Chartreuse.
Le 25 avril 1814, alors qu'il est en route vers l'île d'Elbe, après avoir quitté Avignon, Napoléon passe sur le pont de Bonpas. Il fait arrêter son équipage et, prenant sa lunette de campagne, regarde la chartreuse. Il dit alors : « Dans un autre siècle, un caprice du destin m'aurait peut-être jeté dans ce cloître ; là encore, je me serais fait une place. Le catholicisme remuait alors le monde ; toutes ces congrégations de moines étaient autant de régiments, on pouvait en devenir le chef »,.
L'église et les bâtiments de la chartreuse servent de carrière de pierre. L'ancienne hôtellerie et la chapelle Notre-Dame sont conservées.
La chartreuse appartient à la famille de Grenaud entre 1841 et 1941.

### Période contemporaine
En 1942, la chartreuse de Bonpas est achetée par Pierre Olphe-Galliard, qui la rénove entièrement et lui donne son aspect actuel. La chapelle est restaurée en 1949, elle est consacrée la même année par Gabriel de Llobet, archevêque d'Avignon, ancien évêque de Gap et d'Embrun. La famille Olphe-Galliard, puis Casalis Olphe-Galliard, reste propriétaire jusqu'en 2003, date à laquelle la chartreuse de Bonpas est vendue au groupe Boisset.

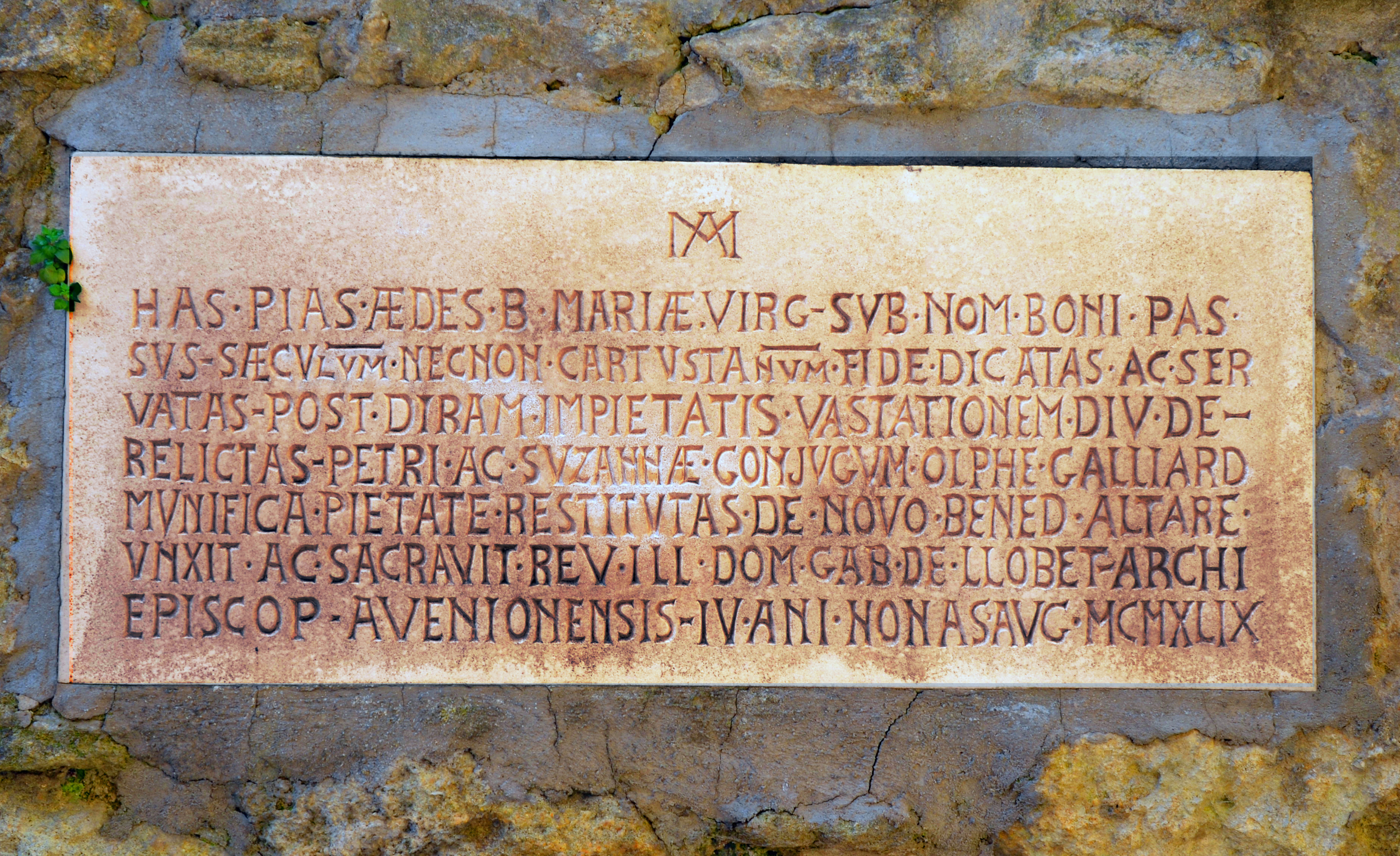
Dédicace à Gabriel de Llobet et aux Olphe-Galliard, 1949.

## Protection

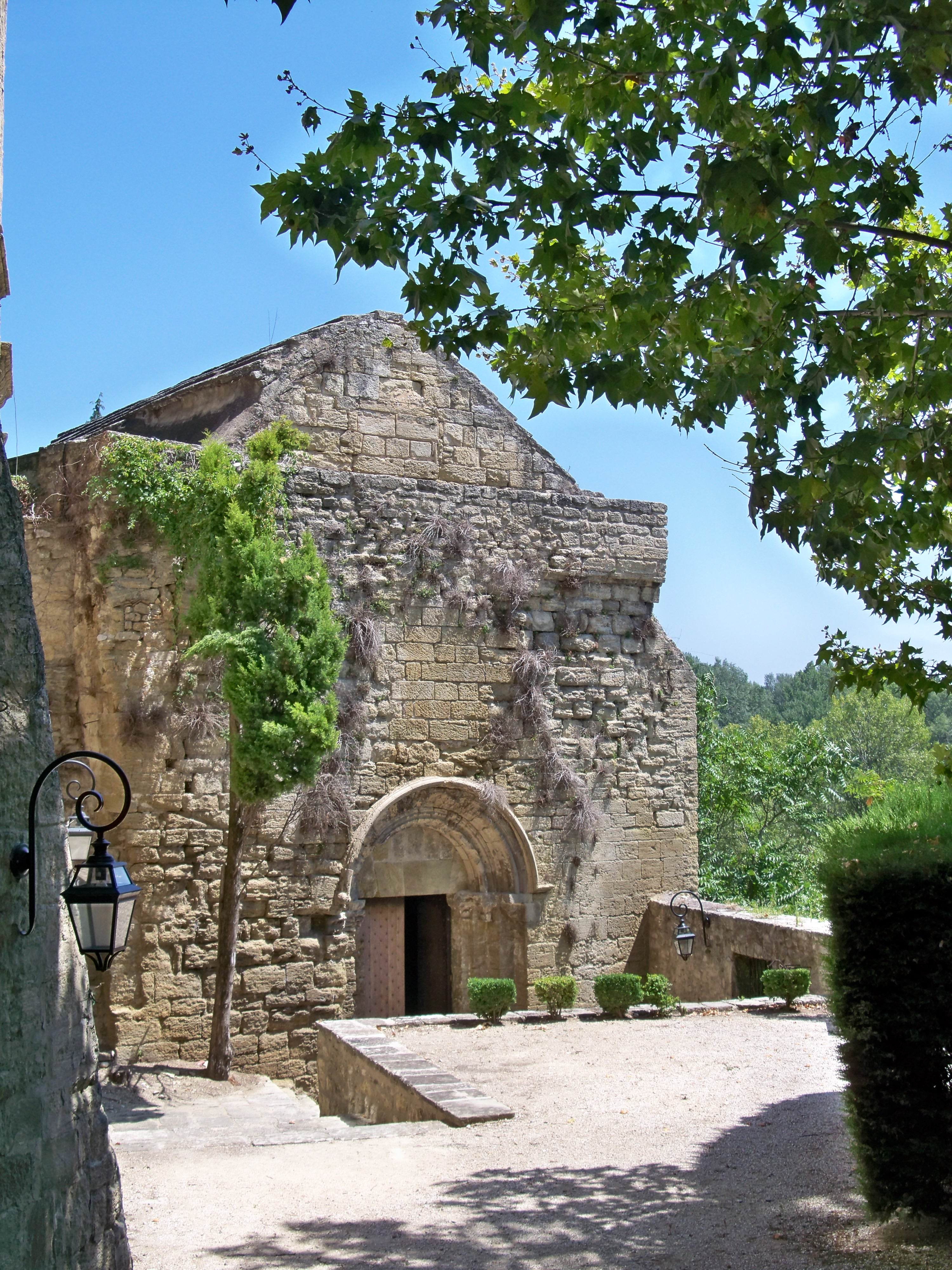
Chapelle de la Chartreuse de Bonpas datant du XII

La chapelle du XIIe siècle est classée monument historique.

## La chartreuse
Couvent créé par les hospitaliers au XIIIe siècle, la chartreuse connut la prospérité au XVIIe siècle, époque à laquelle fut élevée la salle capitulaire.

### Le caveau

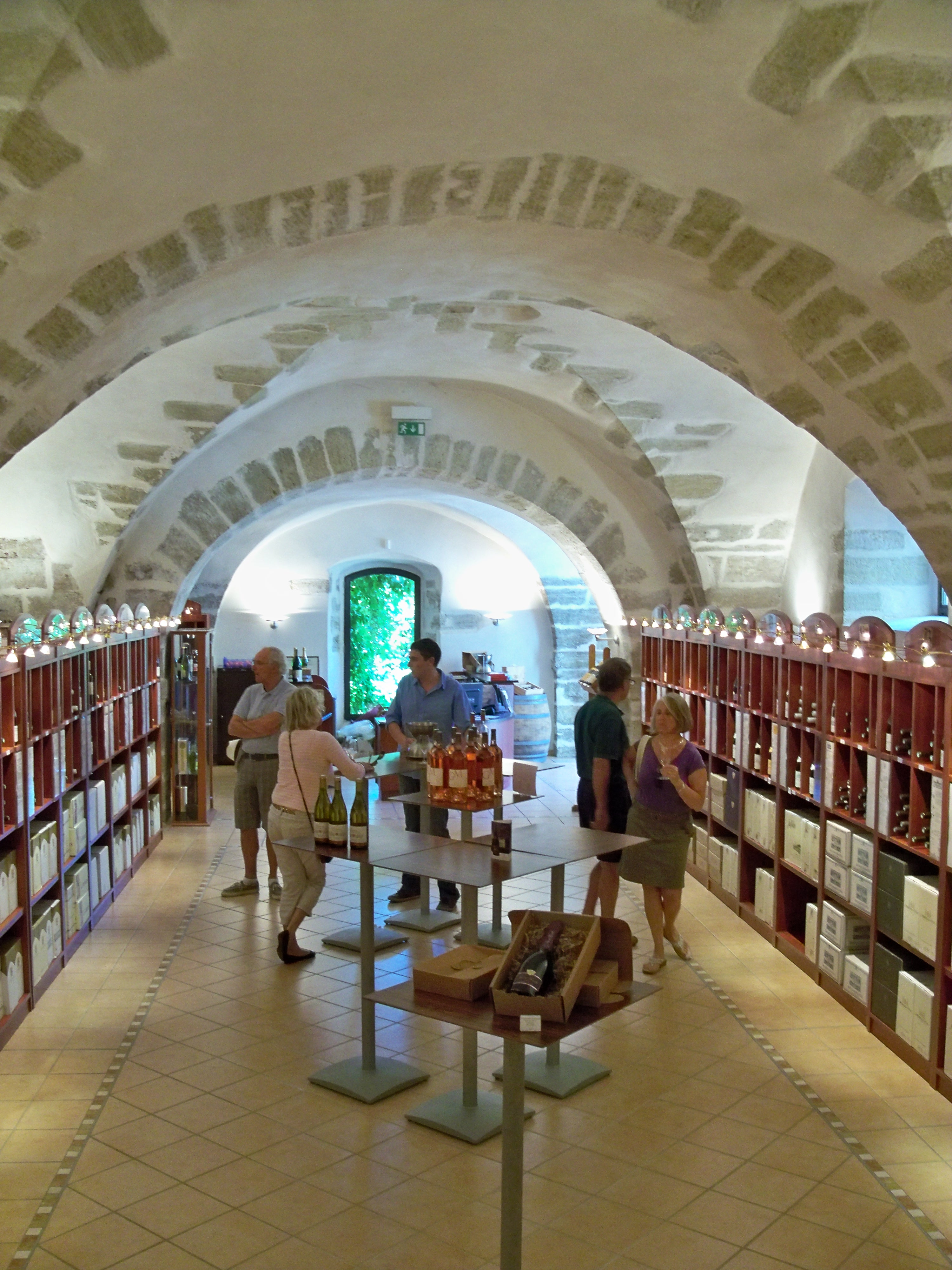
Caveau de dégustation

Son caveau permet de déguster des vins de la vallée du Rhône et d'autres terroirs viticoles comme la Bourgogne, le Beaujolais, le Languedoc. Une initiation à la dégustation du vin est possible sur rendez-vous.

### Les jardins
Jardins à la française.

## Les environs
Outre la route nationale, la Durance, la ligne TGV, l'Aéroport Avignon-Provence et l'autoroute, la chartreuse de Bonpas est entourée de vignes.

## Galerie de photos

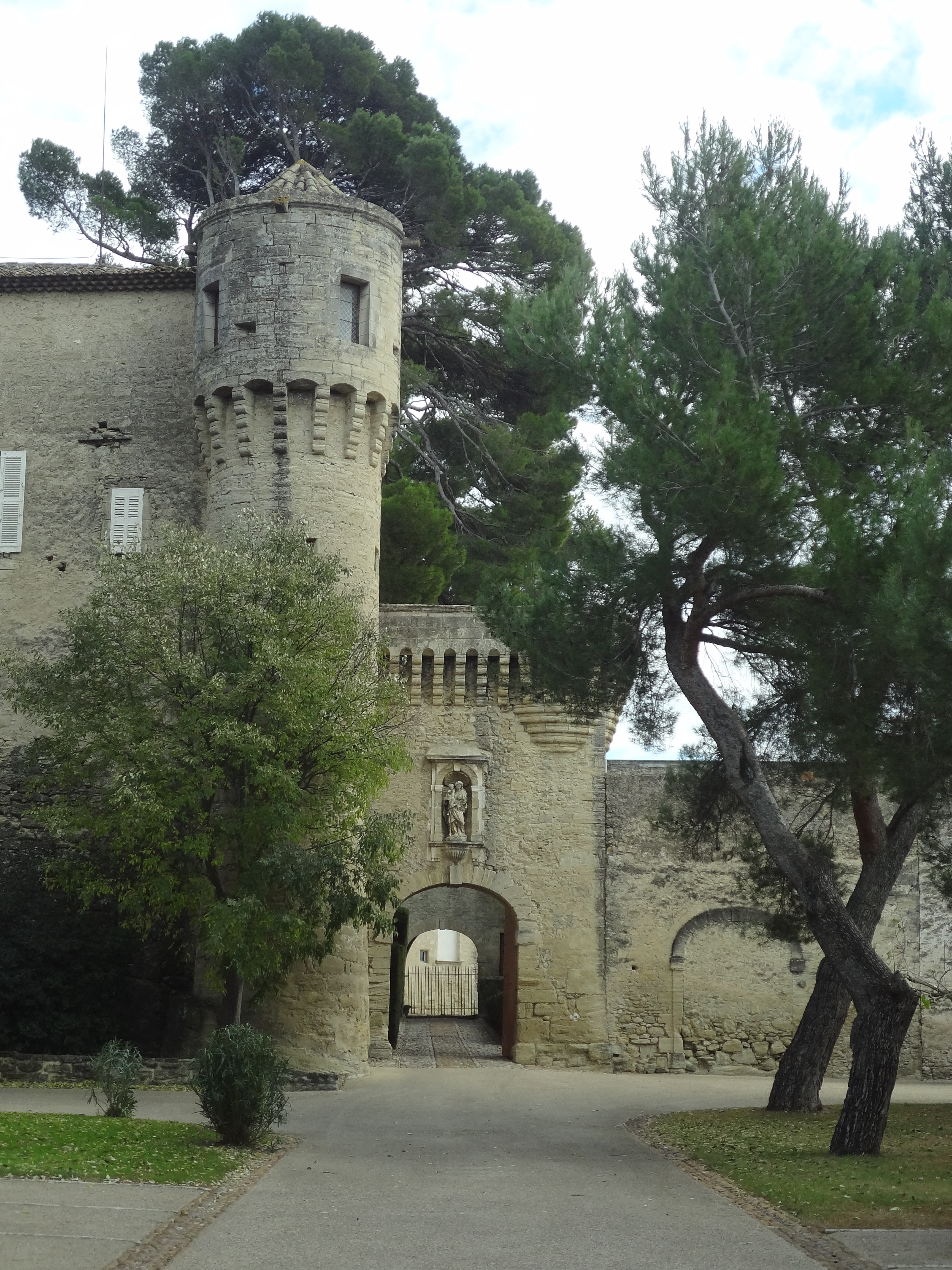
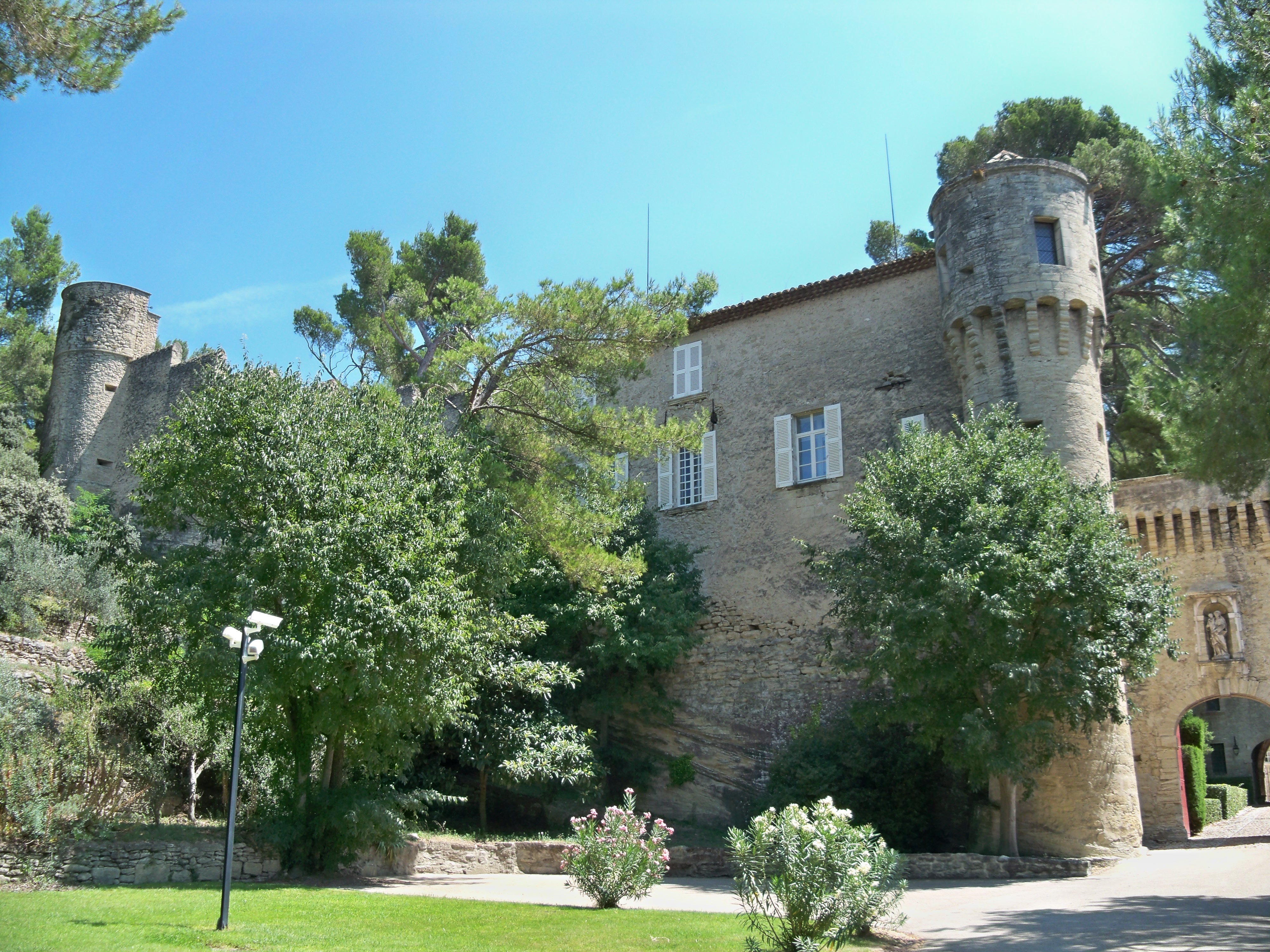
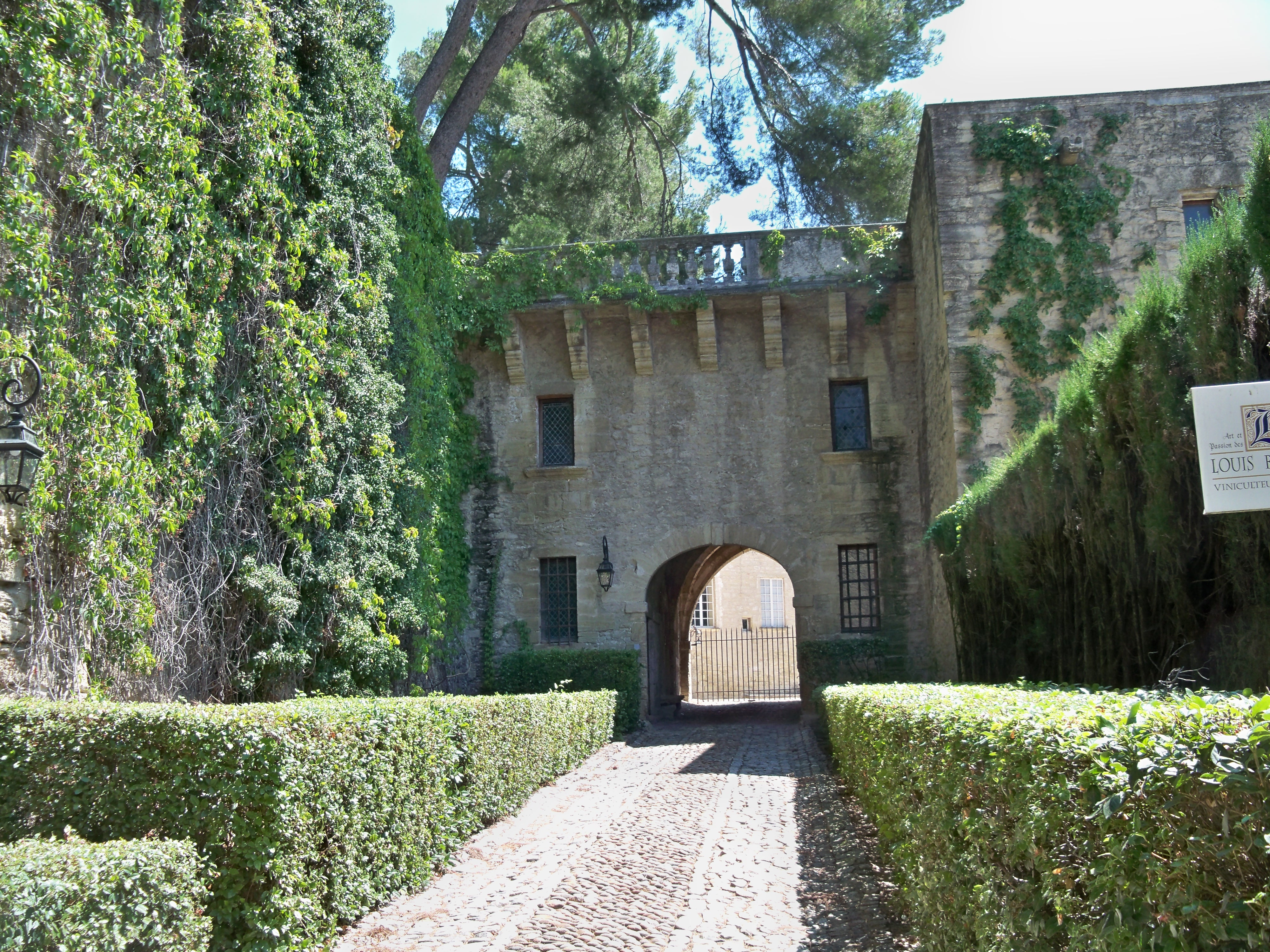
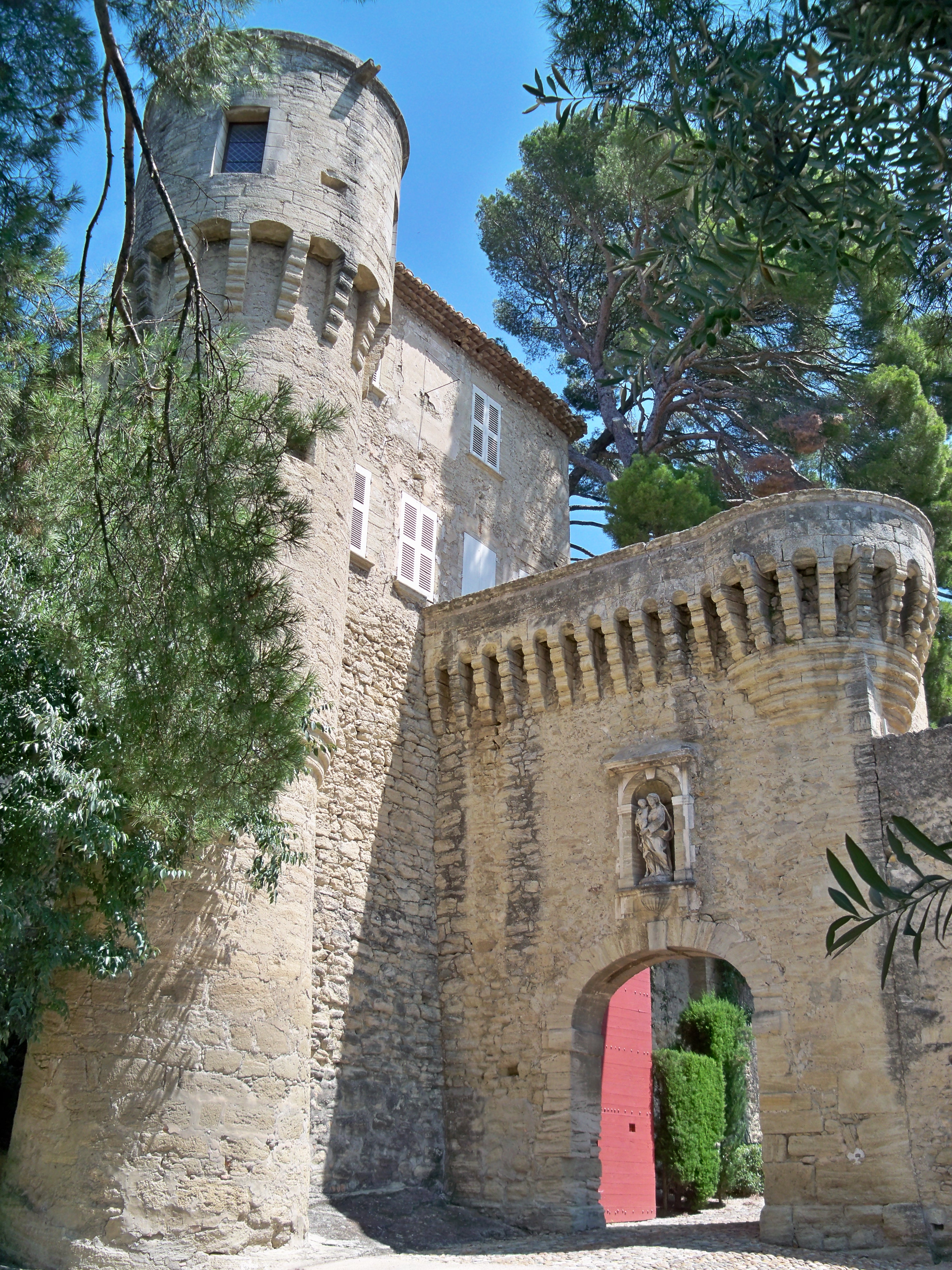
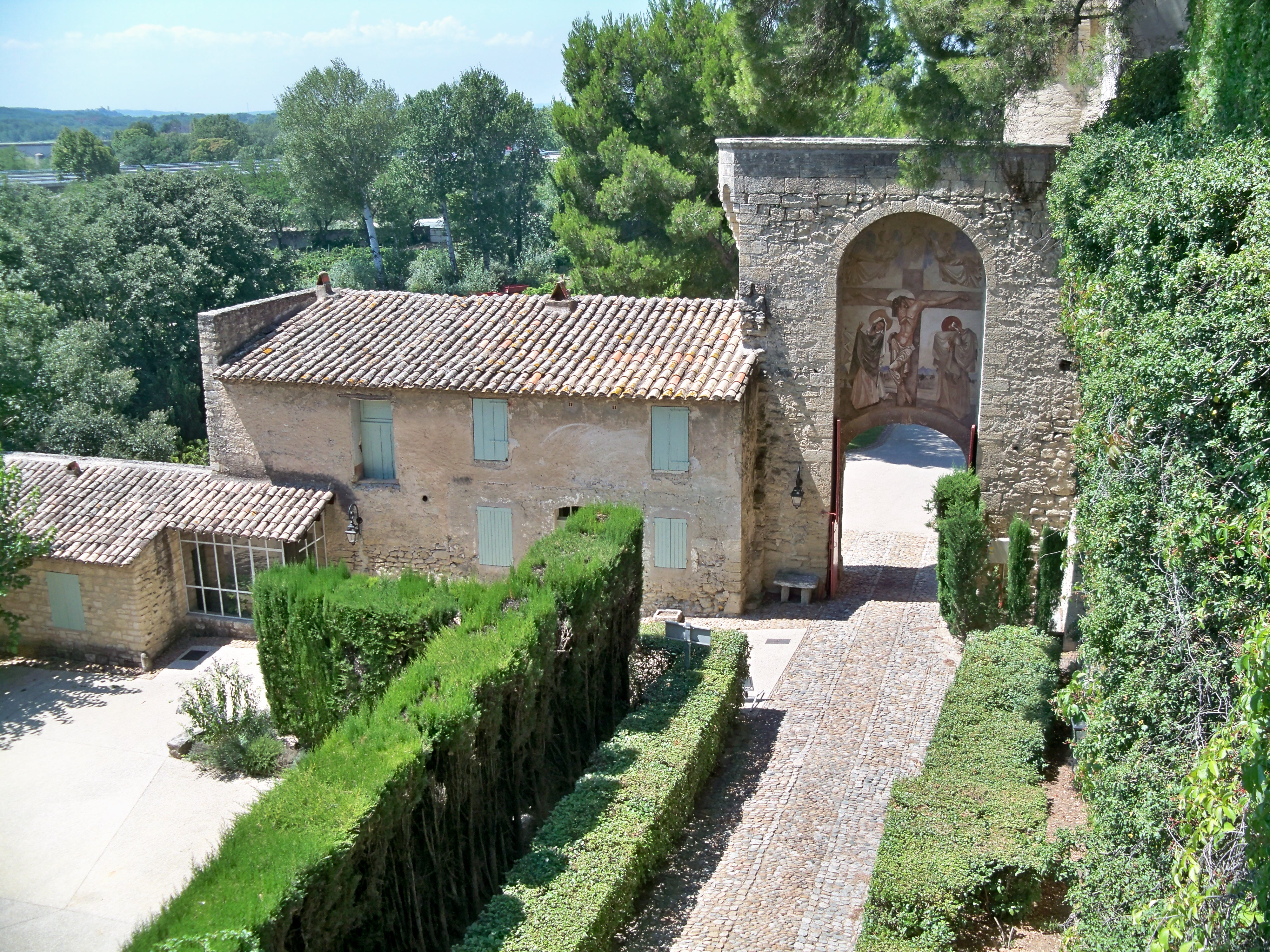
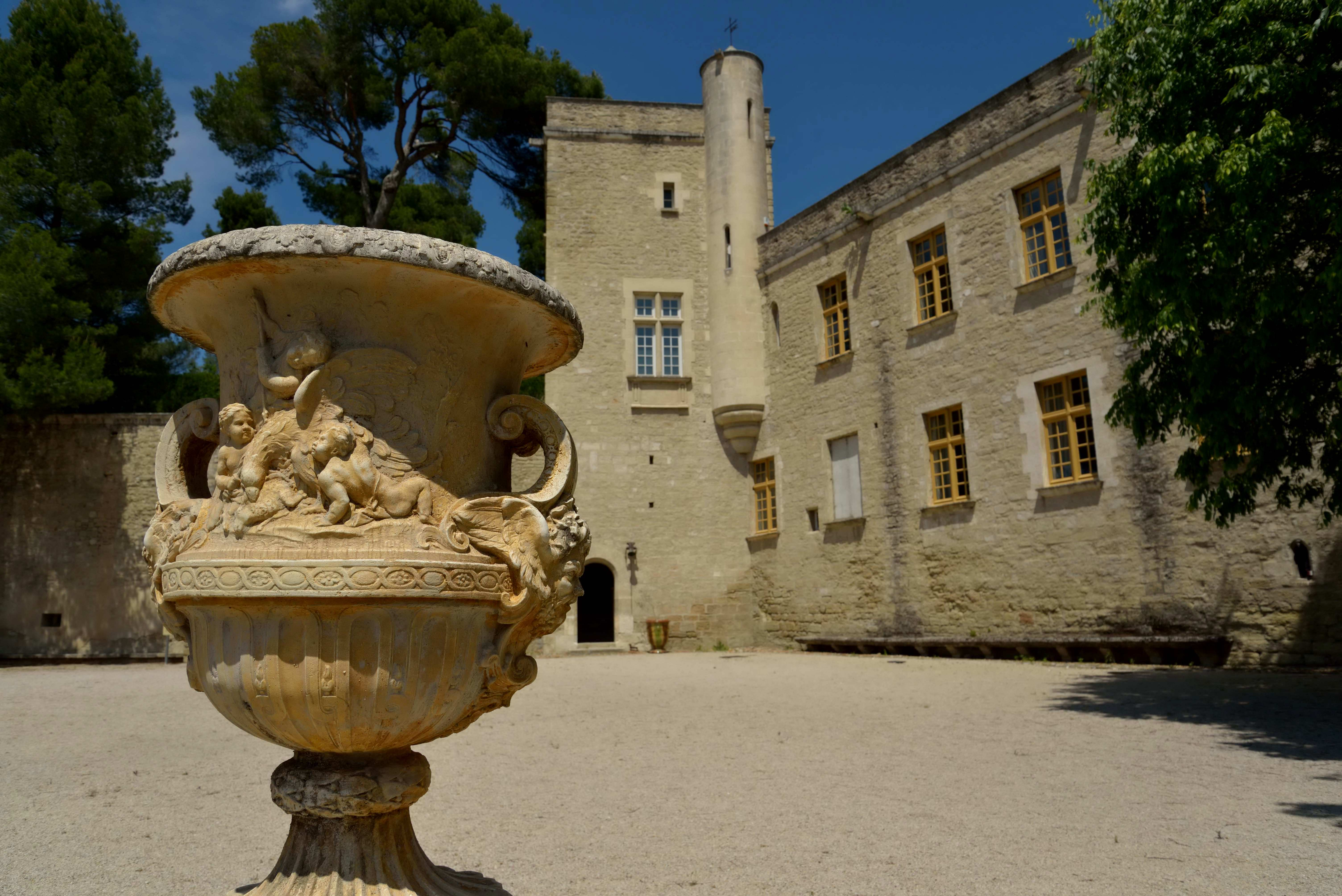
Cour d'honneur
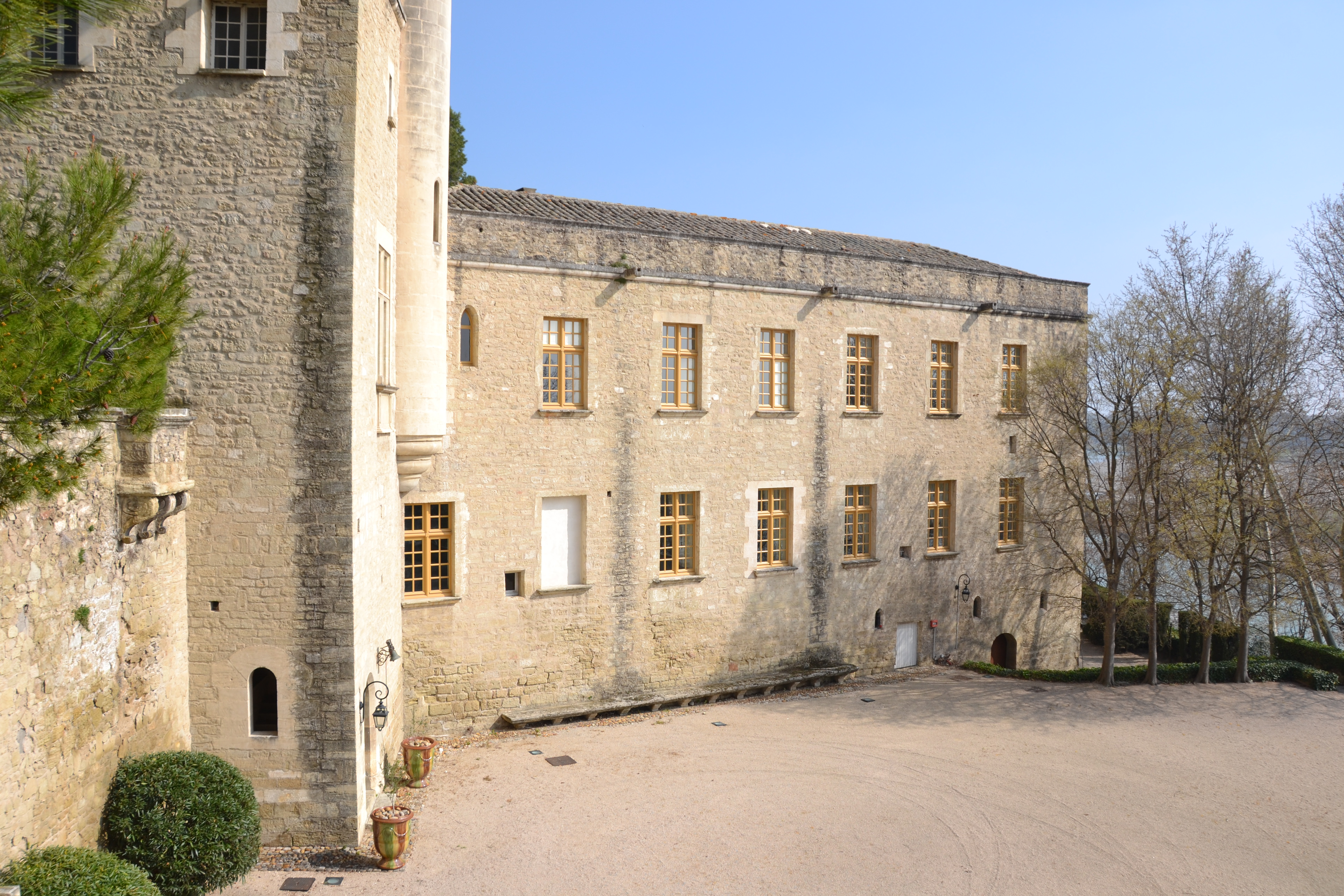
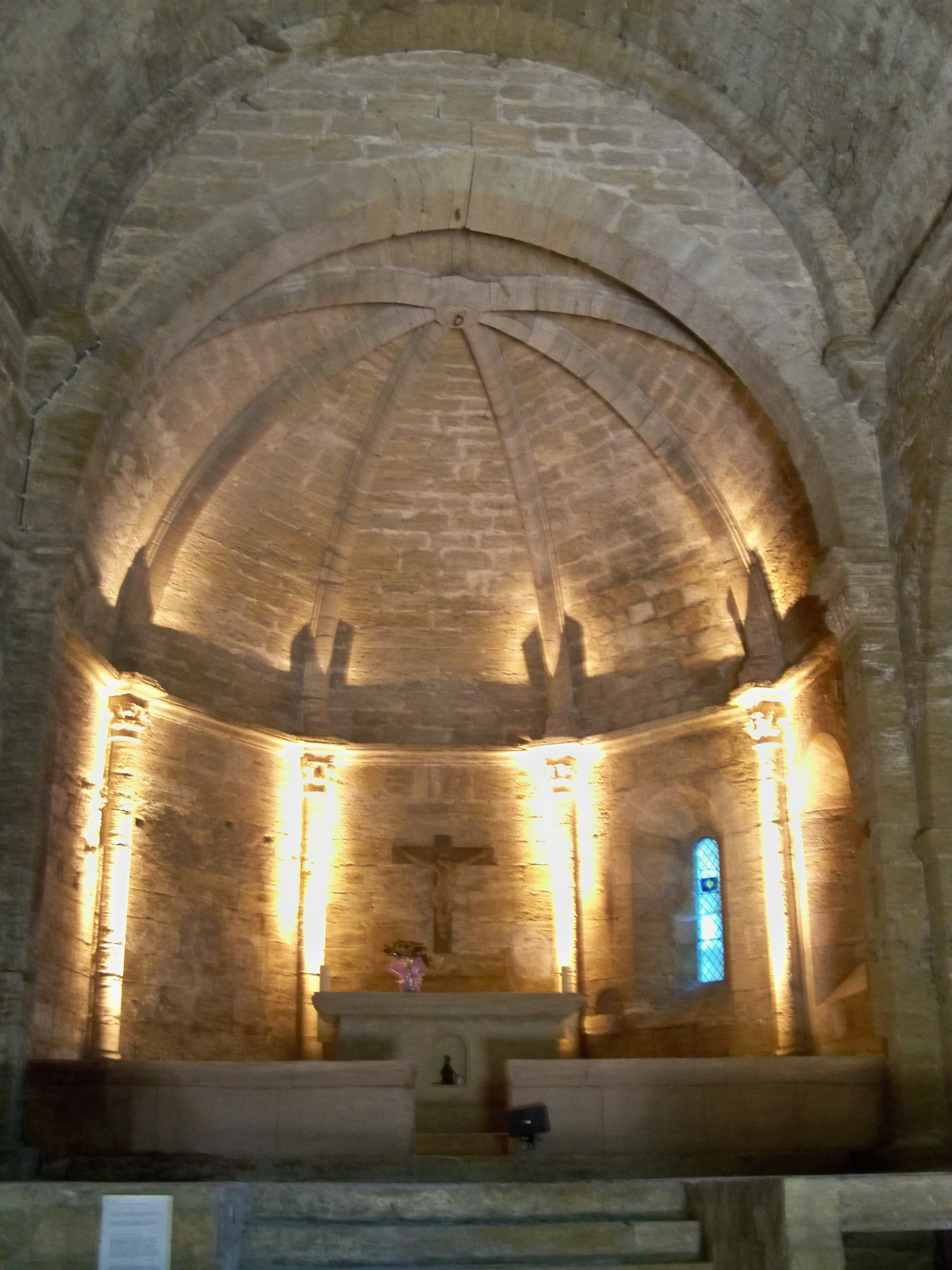
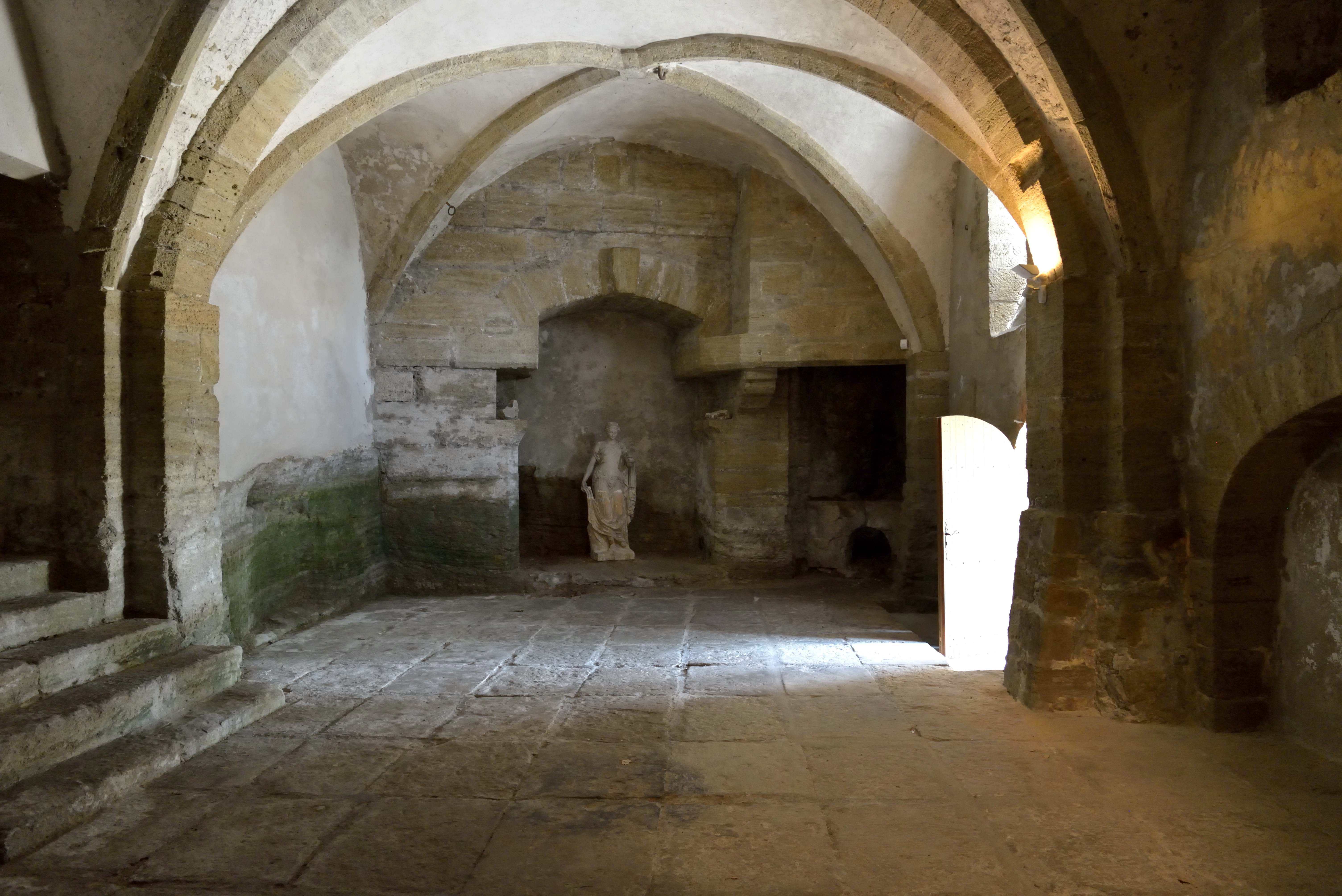
Le grand cellier
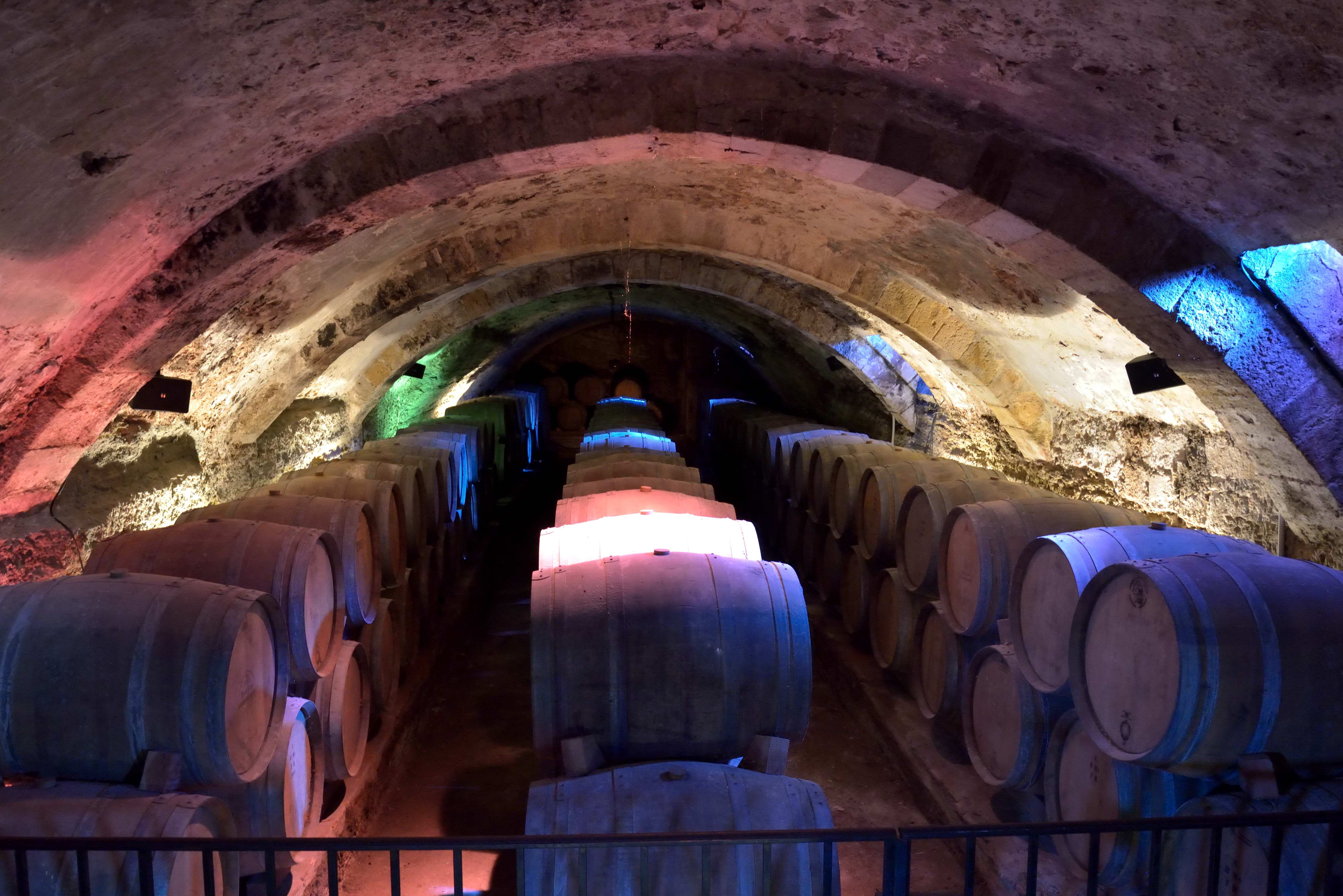
Le chai
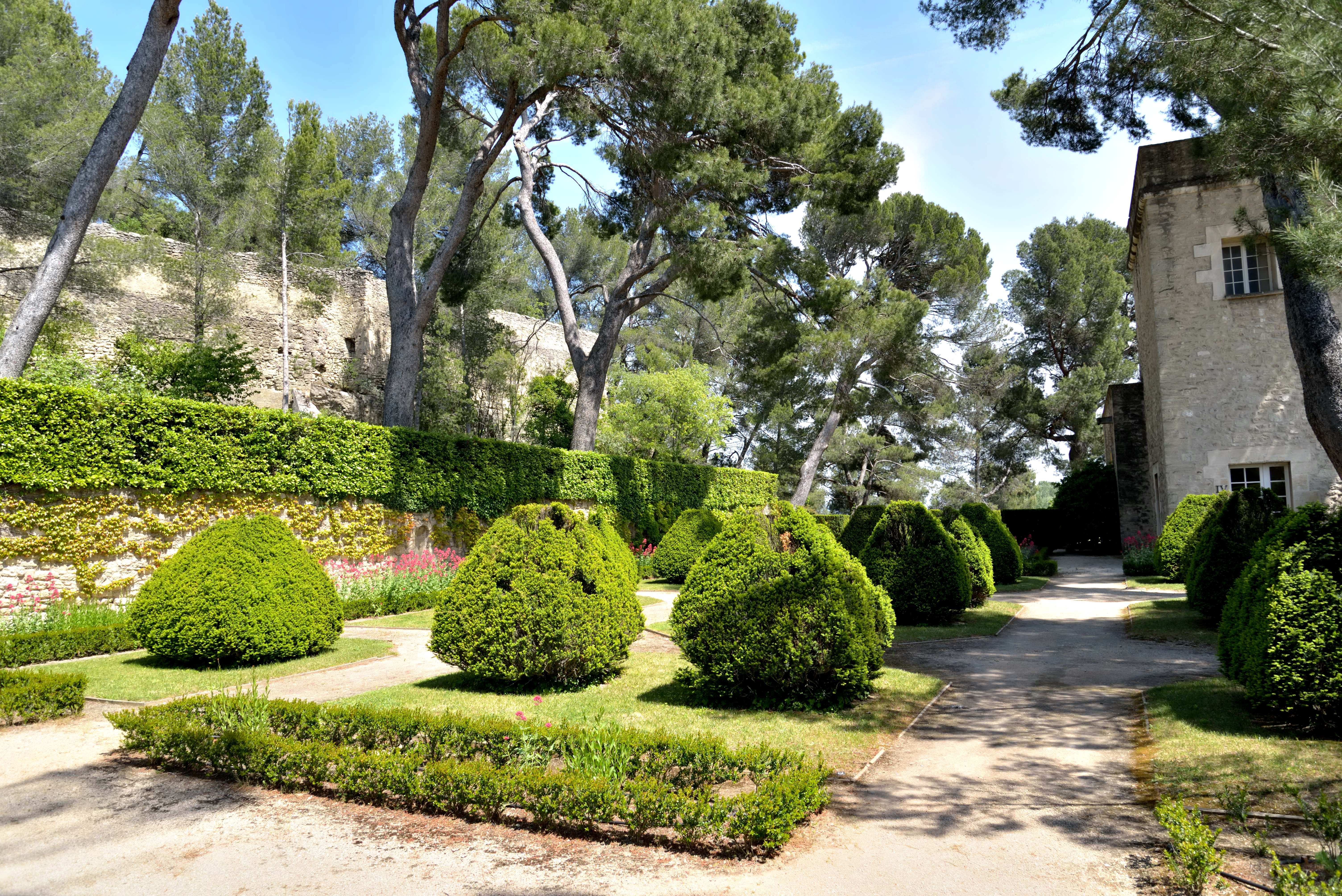
Les jardins à la française
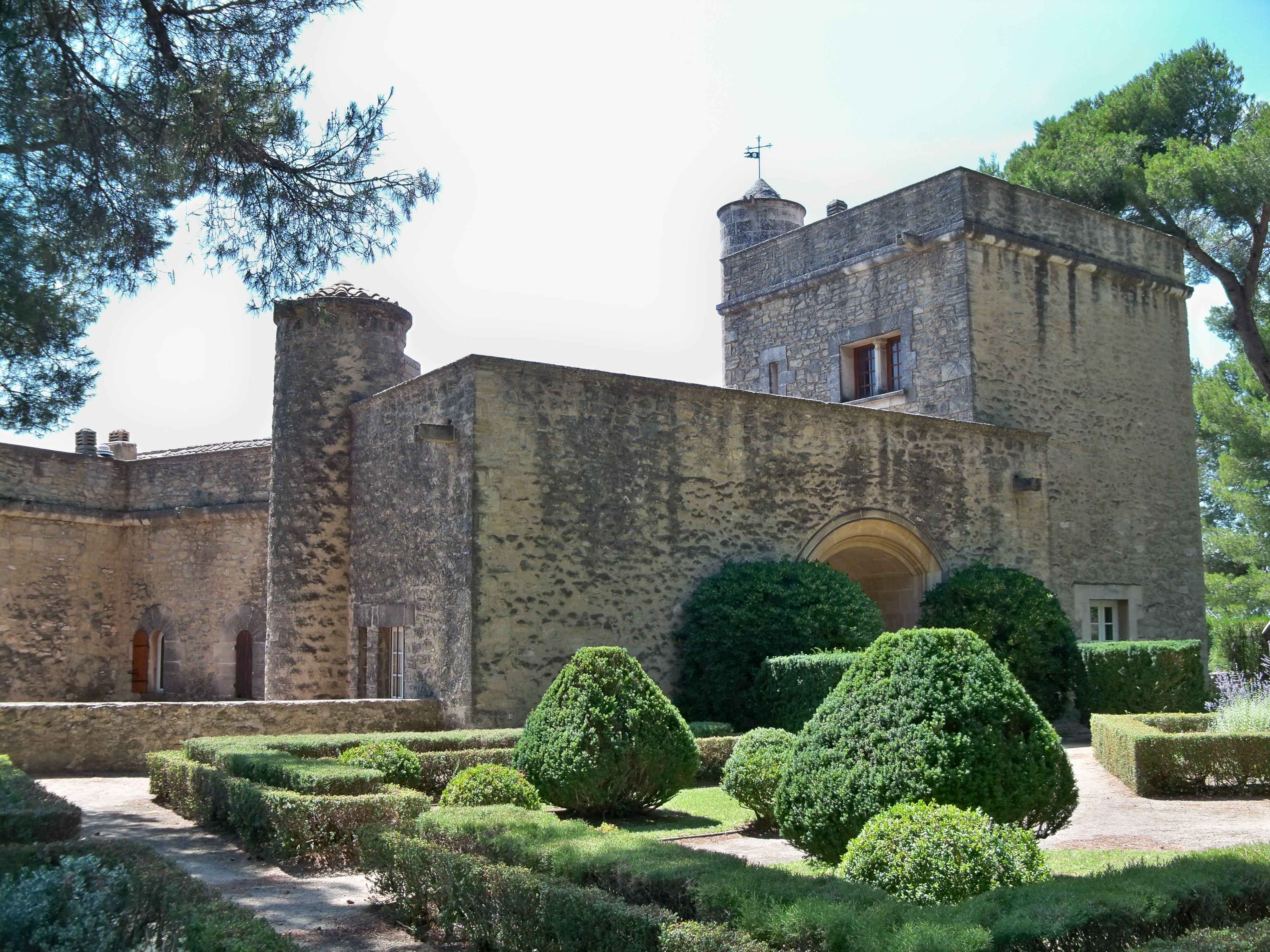
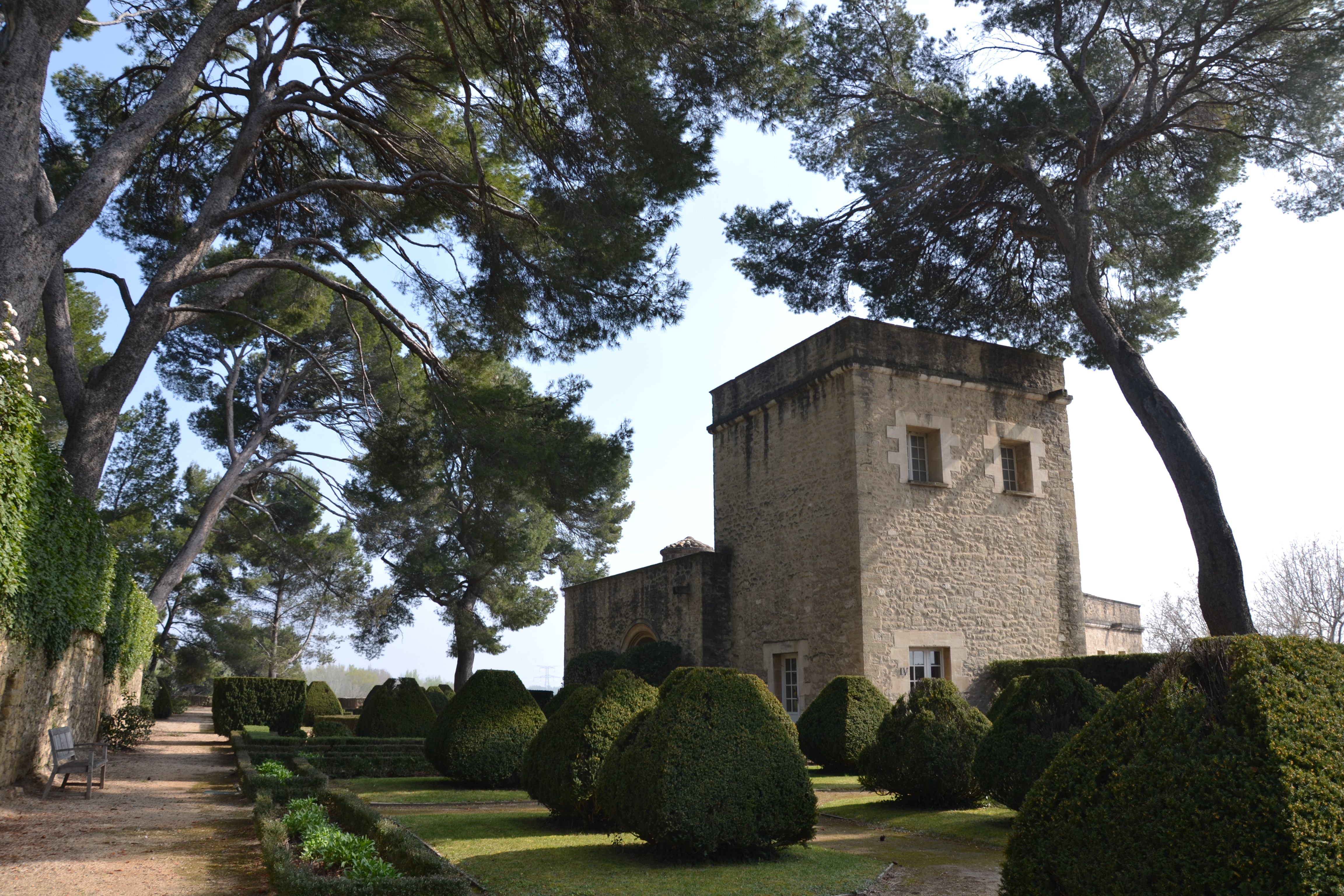
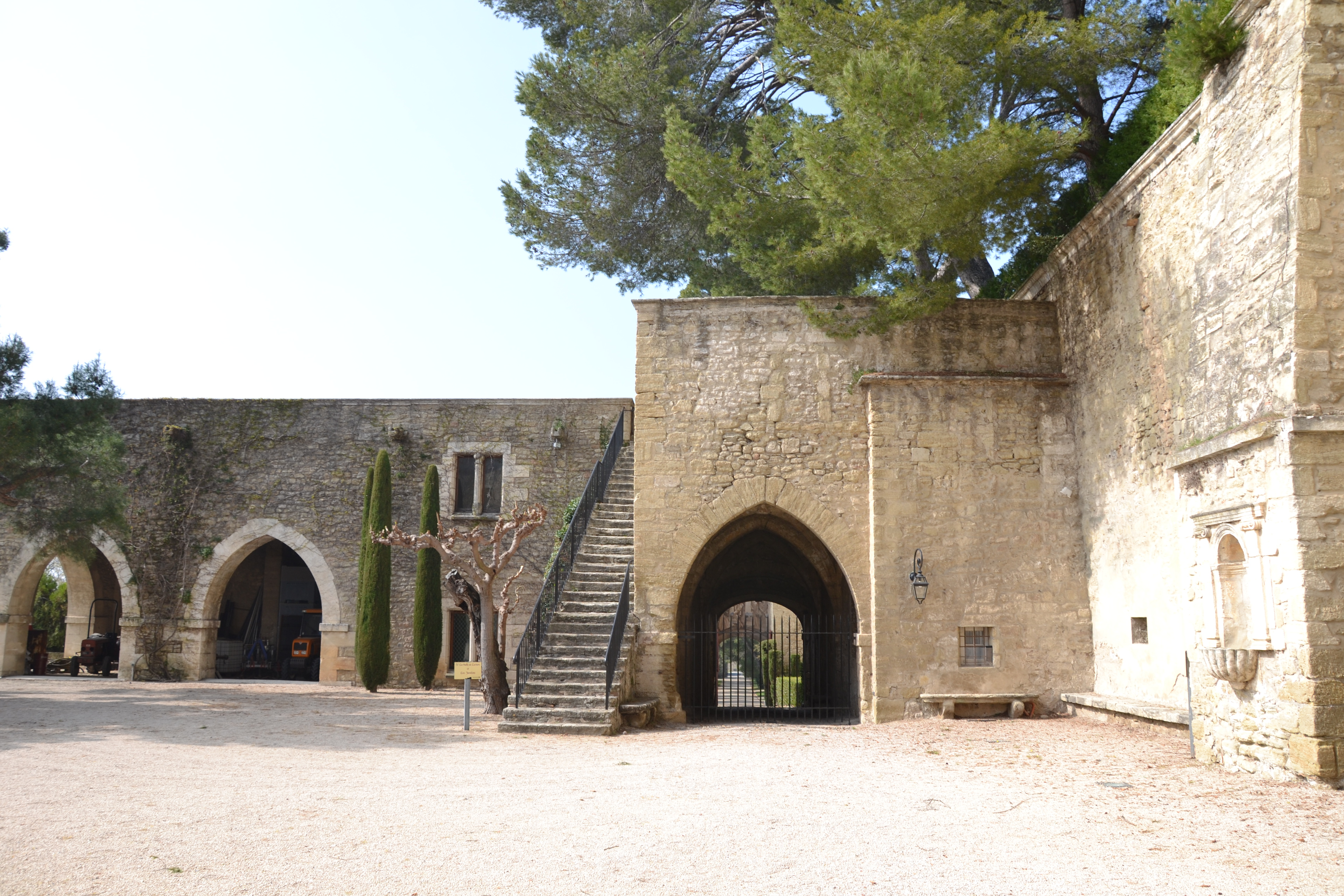

## Pour approfondir